# Anthony Scaramucci

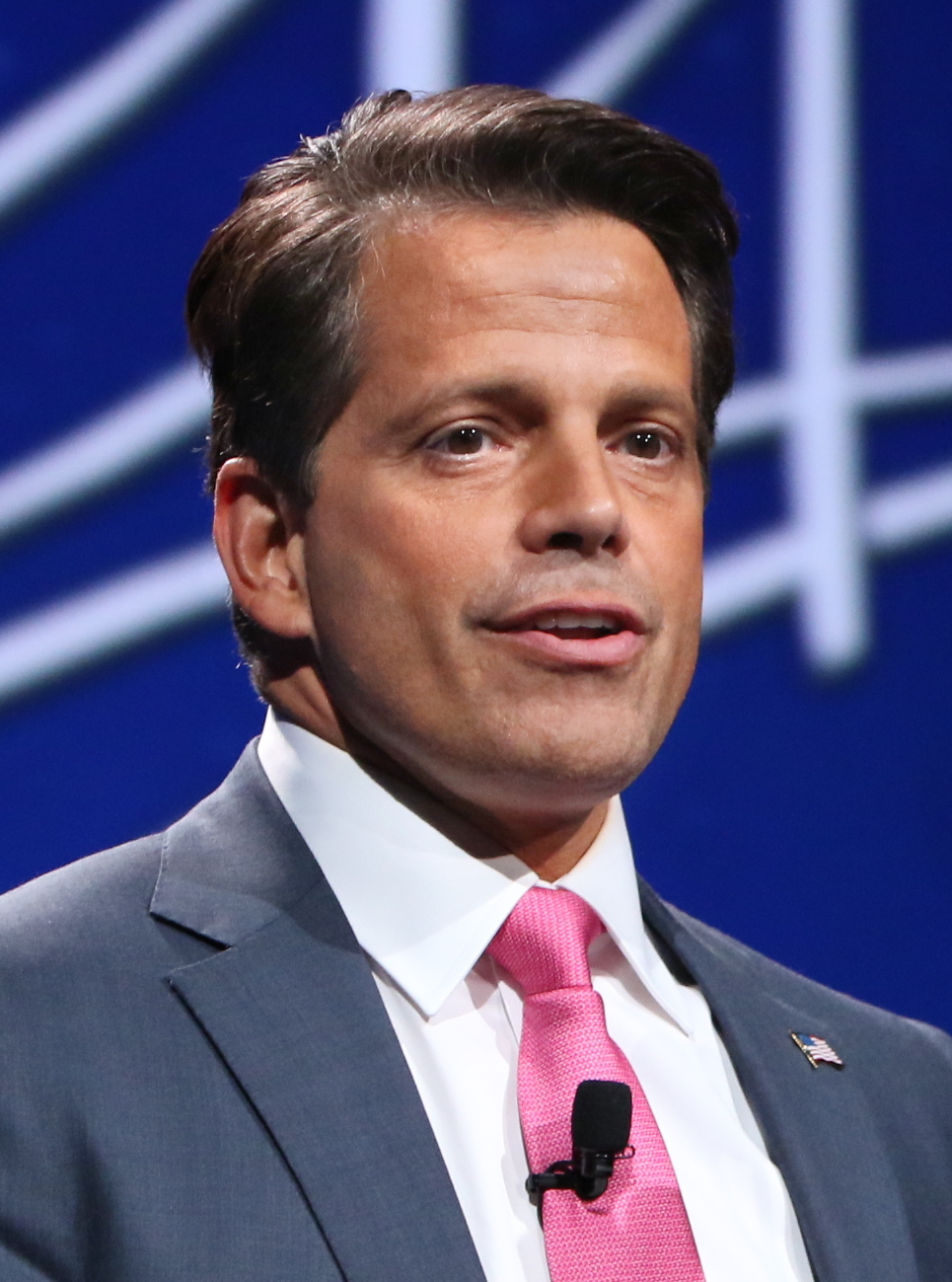
Anthony Scaramucci (2016)

Anthony Scaramucci (* 6. Januar 1964 in Port Washington, Long Island, New York) ist ein US-amerikanischer Hedgefonds-Manager und Buchautor. Am 21. Juli 2017 ernannte ihn US-Präsident Donald Trump zum designierten Kommunikationsdirektor des Weißen Hauses. Er hatte das Amt inoffiziell für nur zehn Tage bis zum 31. Juli 2017 inne und wurde noch vor seiner offiziellen Ernennung von Trump abgesetzt.
Offiziell hätte er sein Amt am 15. August 2017 angetreten. Scaramucci war direkt dem Präsidenten unterstellt, nicht dem Stabschef des Weißen Hauses.

## Leben
Scaramucci wurde als Sohn eines Bauarbeiters geboren. Er studierte an der Tufts University und erlangte an der Harvard Law School einen Abschluss in Rechtswissenschaften (Juris Doctor).
Scaramucci arbeitete unter anderem für Lehman Brothers und Goldman Sachs. 2005 gründete er das New Yorker Investmentunternehmen SkyBridge Capital. Im Januar 2017 verkaufte er seinen 45-prozentigen Anteil an dem Unternehmen an eine Käufergruppe, zu der auch RON Transatlantic und die chinesische HNA Group gehörten.
2008 war Scaramucci als Fundraiser für den späteren US-Präsidenten Barack Obama tätig. Unzufrieden mit Obamas Politik gegenüber der Finanzindustrie in der Weltfinanzkrise, wechselte er 2010 in das Lager der Republikaner.
Bei der Präsidentschaftswahl 2012 unterstützte Scaramucci den republikanischen Kandidaten Mitt Romney. Bei den Vorwahlen zur Präsidentschaftswahl 2016 sammelte er zunächst Spenden für den Republikaner Jeb Bush, wechselte aber nach dessen parteiinterner Niederlage in das Lager von Trump.
Bei Trumps Amtsantritt bekam er keinen Posten in dessen Regierung.
Im US-amerikanischen Fernsehen moderierte er zeitweise die vom Fox News Channel produzierte Sendung Wall Street Week. Nach der Nominierung für Trumps Übergangsteam im November 2016 gab er diese Tätigkeit auf.
Als Reaktion auf die Ernennung Scaramuccis als Kommunikationsdirektor des Weißen Hauses gab Sean Spicer, der Pressesprecher des Weißen Hauses, am 21. Juli 2017 seinen Rücktritt zum 1. August 2017 bekannt.
Scaramucci teilte daraufhin mit, dass Sarah Huckabee Sanders – bisher Spicers Stellvertreterin – Spicers Nachfolgerin werden solle.
Scaramucci war als Kommunikationsdirektor für die gesamte Kommunikationsstrategie des Weißen Hauses verantwortlich. In den Monaten vor seiner Ernennung fiel Scaramucci vor allem durch seine aggressive Verteidigung von Trumps Politik auf.
Im August 2015 hatte er Trump bei Fox News einen „politischen Nichtsnutz“ (im Original hack politician) genannt und ihm „anti-amerikanische Rhetorik“ bescheinigt. Als Reporter ihn nach seiner Ernennung zum Kommunikationsdirektor auf diese Äußerungen ansprachen, bezeichnete Scaramucci sie als „einen seiner größten Fehler“. Er habe zu dieser Zeit einen anderen Präsidentschaftskandidaten unterstützt. „Ich hätte das niemals sagen dürfen.“ In diesem Zusammenhang löschte er am 22. Juli 2017 seine alten Tweets mit der Begründung „[…] Frühere Ansichten haben sich entwickelt und sollten keine Ablenkung sein. Ich diene der Agenda des Präsidenten und das ist alles, worauf es ankommt.“ (Past views evolved & shouldn’t be a distraction. I serve @POTUS agenda & that’s all that matters). In diesen Kurznachrichten hatte er den von Trump geplanten Mauerbau an der Grenze zu Mexiko kritisiert, für einen freien Welthandel geworben und sich gegen den Brexit ausgesprochen. Außerdem hatte er schärfere Waffengesetze gefordert und Klimaskeptiker kritisiert.
Am 27. Juli 2017 machte ein Journalist des New Yorker publik, dass Scaramucci ihn telefonisch bedrängt habe, um zu erfahren, von wem aus dem Weißen Haus er eine Information erhalten hatte. Als der Journalist die Preisgabe des Informanten verweigerte, beschimpfte Scaramucci demnach den Stabschef des Weißen Hauses, Reince Priebus (Reince is a fucking paranoid schizophrenic, a paranoiac, „ein verdammter paranoider Schizophrener“) und Trumps Chefstrategen Steve Bannon (I’m not Steve Bannon, I’m not trying to suck my own cock, „Ich bin nicht Steve Bannon. Ich versuche nicht, meinen eigenen Schwanz zu lutschen. Ich versuche nicht, meine eigene Marke auf der verdammten ('fucking') Stärke des Präsidenten aufzubauen. Ich bin hier, um dem Land zu dienen.“). Nach der Veröffentlichung der Zitate entschuldigte sich Scaramucci auf Twitter für seine „farbenfrohe Wortwahl“ (I sometimes use colorful language.).
Das Amt des Kommunikationschefs im Weißen Haus bekleidete er bis zum 31. Juli 2017. Nach seiner Darstellung trennte sich Trump von ihm, weil er ihn darauf hinwies, dass es nicht sachgerecht sei, zu Sanktionen gegen Russland ein Veto einzulegen.  Seine Entlassung sei von John F. Kelly in dessen Eigenschaft als neuer Stabschef im Weißen Haus durchgesetzt worden. Seit seinem Herauswurf hat er sich wiederholt in der Öffentlichkeit kritisch mit Trump auseinandergesetzt; er unterstützte Joe Biden als Kandidaten für die Präsidentschaft 2020.
Seit April 2024 ist er neben der ehemaligen BBC-Journalistin Katty Kay Host des wöchentlich erscheinenden Podcasts The Rest is Politics: US, dem US-Ableger eines populären Podcasts zu britischer Politik.

## Familie
Scaramucci ist in zweiter Ehe verheiratet. Im Juli 2017 reichte seine Frau, mit der er zwei Söhne hat, nach drei Jahren Ehe die Scheidung ein. Aus seiner ersten Ehe hat er eine Tochter und zwei Söhne.

## Trivia
Scaramucci hat den Spitznamen The Mooch (deutsch „Der Bettler/Schnorrer“).

## Veröffentlichungen
- Goodbye Gordon Gekko: How to Find Your Fortune Without Losing Your Soul. John Wiley & Sons, 2010, ISBN 978-0-470-76709-2 (eingeschränkte Vorschau in der Google-Buchsuche).
- The Little Book of Hedge Funds: What You Need to Know About Hedge Funds but the Managers Won’t Tell You. John Wiley & Sons, 2012, ISBN 978-1-118-09967-4 (eingeschränkte Vorschau in der Google-Buchsuche).
- Hopping Over the Rabbit Hole: How Entrepreneurs Turn Failure Into Success. John Wiley & Sons, 2016, ISBN 978-1-119-11633-2 (eingeschränkte Vorschau in der Google-Buchsuche).